# Oidaematophorus borbonicus
Oidaematophorus borbonicus là một loài bướm đêm thuộc họ Pterophoridae. Nó được biết đến ở La Réunion.